# François Claude Joachim Faultrier de l'Orme
François Faultrier de l'Orme (1760-1805) est un général de la Révolution française et du Premier Empire.

## Biographie
François Claude Joachim Faultrier de l'Orme naît à Metz, en Moselle, le 15 août 1760. Fils de Jean Claude Joachim Faultrier  de Corvol, colonel du régiment de Metz artillerie puis commandant l'école d'artillerie de Metz, et frère du général Simon de Faultrier, il s'engage en 1777 dans le régiment d'artillerie de son père, alors lieutenant-général. François Faultrier part combattre en Amérique pendant la Guerre d'indépendance des États-Unis. Il se bat ensuite aux Antilles, à Saint-Domingue où il est nommé lieutenant en 1778.
Pendant la Révolution française, il sert dans l'armée des Alpes. Lieutenant au 4e régiment d'artillerie ci-devant Régiment de Grenoble artillerie, François Faultrier est promu capitaine au 2e régiment d'artillerie à cheval en 1793 (an II). En 1796-1797, il est nommé directeur des parcs de l'Armée d'Italie. Promu colonel, il participe à la Campagne d'Égypte avec le corps expéditionnaire français en 1798 (an VI). Faultrier de l'Orme se distingue au cours de la prise du fort, lors de la bataille d'Aboukir (1799). À la suite de ces hauts faits, le général Jacques de Menou de Boussay le promeut général de brigade le 14 mars 1800.
En 1801-02, Faultrier de l'Orme est nommé commandant de l'artillerie de Douai (an X). Le 11 décembre 1803, il reçoit la Légion d'Honneur (19 Frimaire an XII). Le 14 juin 1804, François Claude Joachim Faultrier est fait commandeur de la Légion d'Honneur (25 Prairial an XII). Il est nommé directeur général des parcs de l'armée des côtes de l'Océan, poste qu'il occupe fin 1804 et début 1805. Promu général de division le 1er février 1805, François Faultrier reçoit l'ordre de se porter avec sa division sur le Rhin. Après une marche éreintante dans des conditions climatiques extrêmes, le général Faultrier tombe malade en Bavière, en octobre 1805. François Faultrier de l'Orme meurt peu après, le 7 novembre 1805, à Nordlingen.

## Hommage
- Le nom de FAULTRIER est gravé au côté Sud (21e colonne) de l’arc de triomphe de l’Étoile, à Paris[3].

## Sources
- Émile Auguste Nicolas Jules Bégin : Biographie de la Moselle: Histoire par ordre alphabétique de toutes les personnes nées dans ce département, qui se sont fait remarquer par leurs actions, leurs talens, leurs écrits, leurs vertus, ou leurs crimes, Volume 2, Metz, 1832 ( p. 144 - 145)
- Thierry Lentz ; Denis Imhoff:La Moselle et Napoléon : étude d'un département sous le Consulat et l'Empire, éd. Serpenoise, Metz, 1986.